# Polypedates pseudocruciger
Polypedates pseudocruciger és una espècie d'amfibi que viu a l'Índia.
Està amenaçada d'extinció per la pèrdua del seu hàbitat natural.